# Vestec, Praha-západ
Vestec là một làng thuộc huyện Praha-západ, vùng Středočeský, Cộng hòa Séc.